# 维尔 (北莱茵-威斯特法伦州)
维尔（德語：Wiehl，發音：[viːl] ⓘ）是德国北莱茵-威斯特法伦州科隆行政区上贝格县的城市，面积53.26平方千米，2023年12月31日人口为25,356人。